# Paul Montel
Paul Antoine Aristide Montel (* 29. April 1876 in Nizza; † 22. Januar 1975 in Paris) war ein französischer Mathematiker.

## Leben
Montel war der Sohn eines Photographen und besuchte das Gymnasium in Nizza. Nach seinem Studium von 1894 bis 1897 an der École normale supérieure in Paris arbeitete er zunächst als Gymnasiallehrer in Poitiers, Nantes und Paris. Im Jahre 1907 promovierte er auf Drängen von Freunden, die sein Potential erkannten, in Paris an der Sorbonne (bei Henri Lebesgue und Émile Borel sowie Paul Painlevé), kehrte aber wieder in seinen Lehrerberuf zurück. In seiner Dissertation Sur les suites infinies de fonctions führte er sein Konzept normaler Familien von Funktionen in die Funktionentheorie ein, das sogleich z. B. Anwendung in der Theorie der Iteration analytischer Funktionen fand (Gaston Julia 1918, Pierre Fatou). 1911 war er doch zunächst Dozent an der „Faculté des Sciences“ und dann ab 1918 als Professor tätig. Während der deutschen Besatzung Frankreichs war er Dekan der Fakultät. Zu seinen Studenten gehörten unter anderen Jean Dieudonné und Henri Cartan. Montel war Herausgeber der Zeitschriften Annales scientifiques de l'École normale supérieure  und Bulletin des Sciences Mathematiques.
1937 wurde er in die französische Akademie der Wissenschaften und 1946 in die Königliche Akademie von Belgien gewählt. Er war außerdem Großoffizier der französischen Ehrenlegion. 1925 war er Präsident der Société Mathématique de France.